# K.G.Srikantapura, Bangalore North
K.G.Srikantapura là một làng thuộc tehsil Bangalore North, huyện Bangalore Urban, bang Karnataka, Ấn Độ.